# TSX Venture Exchange
Die TSX Venture Exchange ist eine Wertpapierbörse in Kanada. Sie hat ihren Hauptsitz in Calgary, Alberta, und Vancouver, British Columbia, sowie Niederlassungen in Toronto und Montreal. Der gesamte Handel an der Börse erfolgt elektronisch, sodass kein Handelssaal vorhanden ist. Die Börse hieß zuvor Canadian Venture Exchange (CDNX), wurde aber 2001 von der TSX Group (heute TMX Group) übernommen und umbenannt.
Zur TMX Group gehört auch die Toronto Stock Exchange (TSX). Die Toronto Stock Exchange ist der vorrangige Aktienmarkt, während die TSX Venture Exchange ein öffentlicher Risikokapitalmarkt für aufstrebende Unternehmen ist.

## Geschichte
Die Canadian Venture Exchange (CVEX) wurde am 29. November 1999 in Kanada gegründet. Grundlage dafür war eine Vereinbarung zwischen den Börsen Vancouver, Alberta, Toronto und Montreal zur Umstrukturierung der kanadischen Kapitalmärkte im Sinne einer Marktspezialisierung. Die CDNX entstand durch die Fusion der Vancouver Stock Exchange (VSE) und der Alberta Stock Exchange (ASE). Der Fokus der CDNX lag auf Junior-Unternehmen, d. h. Unternehmen, deren Vermögen, Geschäftsvolumen und Marktkapitalisierung zu gering für eine Notierung an der Toronto Stock Exchange (TSX) waren. Häufig handelte es sich dabei um Rohstoffexplorationsunternehmen, aber auch um neue Hochtechnologieunternehmen. Die Börse hatte ihren Unternehmenssitz in Calgary, Alberta, und ihre operative Zentrale in Vancouver, British Columbia, sowie weitere Niederlassungen in Toronto und Montreal. Der Small-Cap-Bereich des Aktienmarktes der Bourse de Montréal (MSE) wurde ebenfalls in die CDNX integriert.
Die Winnipeg Stock Exchange fusionierte mit der CDNX und der Handel mit WSE-Wertpapieren wurde am 24. November 2000 eingestellt. Die zulässigen Notierungen wurden am 27. November 2000 an die CDNX übertragen.